# Enantiodromía
Enantiodromía (del griego: enantios, contrario, opuesto, y dromos, carrera) significa correr en sentido contrario. Con dicho término se establece en la filosofía de Heráclito «el juego de los opuestos en el devenir, esto es, la noción de que todo lo que es pasa a su contrario».

De vida nace muerte, de muerte vida, de juventud vejez, de vejez juventud, de vigilia sueño y de sueño vigilia, la corriente del engendrar y el perecer no se detiene nunca.
Zeller. Die Philosophie der Griechen. I. 1856, p. 456.

El propio Heráclito lo expresará de la siguiente manera:

También la naturaleza tiende a lo opuesto, y de ello y no de lo idéntico es de donde obtiene el acorde.
Diels. Die Fragmente der Vorsokratiker. I. 1912.

Carl Gustav Jung recogerá el término e incluyéndolo en su psicología analítica lo definirá como «la aparición, especialmente en sucesión temporal, del principio opuesto inconsciente. Este fenómeno característico se da en casi todos los sitios donde una dirección extremadamente unilateral domina la vida consciente, de modo que se forma en el tiempo una posición opuesta inconsciente dotada de idéntica fuerza, la cual se exterioriza primero por la inhibición del rendimiento consciente y más tarde por la interrupción de la dirección consciente».
La enantiodromía es típicamente experimentada en conjunción con síntomas asociados con la neurosis aguda, y a menudo presagia un renacimiento de la personalidad.

Pero tengo que subrayar que ese gran plan según el cual está construida la vida inconsciente del alma escapa a nuestro entendimiento, tanto que nunca podemos saber qué mal se necesita para que aporte un bien por enantiodromía, y qué bien inducirá a hacer el mal.
Jung. Acerca de la fenomenología del espíritu en los cuentos populares.